# Holochlora lancangensis
Holochlora lancangensis är en insektsart som beskrevs av Liu, Xiangwei, Z. Zheng och G. Xi 1991. Holochlora lancangensis ingår i släktet Holochlora och familjen vårtbitare. Inga underarter finns listade i Catalogue of Life.